# Determinismo
Determinismo (do latim determinare, 'limitar", através do francês déterminisme, que inclui a acepção escolástica de doutrina que subordina a vontade humana à providência divina e nega, portanto, o livre-arbítrio ) é uma tese filosófica geral segundo a qual, para tudo o que acontece, há condições tais que, dadas essas condições, nada mais poderia acontecer. As diversas versões dessa tese se baseiam em várias supostas conexões e interdependências entre coisas e eventos, afirmando que elas se mantêm sem exceção. Portanto, é a visão de que todos os eventos, especialmente os eventos futuros, são claramente determinados por condições prévias. A contratese (indeterminismo) é de que há certos eventos que não são claramente determinados por condições prévias, ou seja, são indeterminados.
Na filosofia natural, o determinismo geral é quase sempre apoiado por duas suposições: primeiro, que todos os processos naturais são determinados por leis naturais e, segundo, que as equações de movimento fornecem uma solução inequívoca quando valores exatos são inseridos e, portanto, determinam os resultados. É discutível se essas suposições são universalmente verdadeiras. Se os eventos do mundo são, de qualquer forma, fixos, isso parece criar uma contradição para a existência do livre-arbítrio. A existência dessa contradição é tão controversa quanto as respectivas consequências.
Não existe um conceito padronizado de determinismo, mas sim diferentes variantes. De acordo com a categorização clássica de William James, as visões filosóficas podem ser divididas em determinismo rígido e flexível. Paul Edwards distingue também cinco categorias de determinismo: ético, lógico, teológico, físico e psicológico.

## Tipos básicos de determinismo
- Pré-determinismo: se, como Laplace, o deísmo e o behaviorismo clássico, supuséssemos que todo efeito já está completamente presente na causa, temos um determinismo mecanicista onde a determinação é colocada no passado, numa cadeia causal totalmente explicada pelas condições iniciais do universo.
- Pós-determinismo: se, como na teleologia, supuséssemos que toda causalidade do universo é determinada por alguma finalidade, temos um determinismo mecanicista onde a determinação é posta no futuro pelo consentimento de algum evento exterior ao universo causal.
- Co-determinismo: se, como na teoria do caos, na teoria da emergência ou no conceito de rizoma, supuséssemos que nem todo efeito está totalmente contido na causa, isto é, que o próprio efeito pode simultaneamente interagir (causalmente) com outros efeitos, podendo inclusive acarretar um nível de realidade diferente do nível das causas anteriores (por exemplo, a interação no nível molecular formando um outro nível de realidade, a vida, ou a interação entre indivíduos formando um outro nível de realidade, a sociedade), temos um determinismo onde a determinação é colocada no presente ou na simultaneidade dos processos.

## Determinismo e liberdade
Os críticos do determinismo reivindicam a não-causalidade para justificar o livre-arbítrio e a livre escolha, geralmente atribuindo aos deterministas um mecanicismo ou fatalismo tal como no pré-determinismo e no pós-determinismo citados acima. O que acima de tudo diferencia os deterministas, quaisquer que sejam, de seus críticos é a afirmação destes últimos de que a alma, a vontade, o desejo e a escolha existem num universo à parte, separado do universo causal.
Para os críticos do determinismo, só essa posição dominante e exterior da alma pode explicar a liberdade. No entanto, há quem considere que essa crítica não leva em conta o terceiro exemplo de determinismo (co-determinismo), que reconhece modos de causalidade que engendram vários níveis de realidade (por exemplo, molecular, biológico, psíquico, social, planetário...), cada qual com uma consistência que lhe dá autonomia, jamais cessando, porém, de interagir com os outros níveis.
Filósofos tais como Nicolai Hartmann, Deleuze, Espinoza e Nietzsche não veem contradição alguma entre determinismo radical e liberdade. Para Deleuze, liberdade não é livre escolha nem livre-arbítrio, mas sim criação. Somos livres porque somos imanentes ao mundo determinista, mundo onde não existe nada que seja singularmente determinado e que não seja, ao mesmo tempo, singularmente determinante. Se supuséssemos que somos exteriores ao mundo determinista, cai-se num determinismo inerte passadista (pré-determinismo), onde, segundo ele, só nos resta a liberdade empobrecida chamada livre-arbítrio e livre escolha, que é pré-determinismo porque toda escolha e arbítrio se dá entre duas ou mais entidades dadas, isto é, já determinadas, já criadas.

## Determinismos reducionistas
- Determinismo ambiental.
- Determinismo econômico
- Determinismo comportamental
- Determinismo mecânico
- Determinismo social
- Determinismo psicológico
- Determinismo linguístico
- Determinismo histórico
- Determinismo cultural
- Determinismo biológico
- Determinismo geográfico
- Determinismo nosográfico